# Jean-Christophe Courtil
Jean-Christophe Courtil est un philologue et historien des idées,, de l'Antiquité, maître de conférences à l'Université de Toulouse, et membre junior de l'Institut Universitaire de France. Il est connu pour ses travaux sur la philosophie stoïcienne, le philosophe Sénèque et la médecine romaine, principalement la diététique antique et la santé sexuelle chez les Anciens.

## Biographie
Jean-Christophe Courtil est né à Montauban, le 30 septembre 1983.
De 2001 à 2013, il suit des études de Lettres classiques et de philosophie à l'Université de Toulouse-Le Mirail, aujourd'hui Toulouse-Jean Jaurès.
En 2010, il obtient une bourse de recherche à la Fondation Hardt, à Genève.
Agrégé de Lettres classiques, il soutient en 2013 une thèse de doctorat sous la direction de Mireille Armisen-Marchetti : Sapientia contemptrix doloris. Le corps souffrant dans l’œuvre philosophique de Sénèque, traitant entre autres des rapports entre philosophie et médecine chez Sénèque.

## Carrière
Il enseigne depuis 2009 à l'Université Toulouse II-Jean Jaurès, l'Université Toulouse III-Paul Sabatier et à l'Institut national universitaire Jean-François Champollion d'Albi.
En 2022, il est élu membre junior de l'Institut Universitaire de France (IUF). Il obtient l'une des deux chaires de médiation scientifique,, et est chargé d'un projet de recherche sur les origines antiques de la sexologie occidentale.

## Médiation scientifique
Il collabore à des magazines culturels, émissions radiophoniques et télévisuelles, tels qu'Historia,, La fabrique de l'Histoire (France culture), Secrets d'Histoire (France 3), Laissez-vous guider, (France 2), Au cœur de l'Histoire,,,,, (Europe 1) ou Terriennes (TV5Monde).
Il donne régulièrement des conférences dans le cadre d'expositions nationales (Pompéi, Grand Palais, 2020), ou pour éclairer les débats politiques (sur la constitutionalisation du droit à l'avortement au Sénat, Palais du Luxembourg, 2023).

## Prix
Il est le co-auteur d'un manuel de langue latine, Apprendre le latin (Ellipses), récompensé par la médaille de l'Académie Pontificale de la Latinité.
Il reçoit en 2022 la médaille de l'Institut Universitaire de France.